# Daniel Parejo
Dani Parejo vagy 
Daniel Parejo Muñoz (Madrid, 1989. április 16. –) spanyol labdarúgó. A Villarreal játékosa. 2018-tól pedig a spanyol válogatott középpályása. Kétszeres Európa-bajnok az utánpótlás válogatottakkal.

## Pályafutása
A Real Madrid utánpótlásában nevelkedett 14 éves korától. A 2006–2007-es szezonban a Real Madrid Castillában játszott, a másodosztályban.
2008. augusztus 4-én egy évre az angol másodosztályba került a Queens Park csapatához kölcsönbe. Öt nappal később debütált 2-1-es győzelemmel a Barnsley FC csapata ellen a Loftus Road-on.
2009. január 1-jén visszakerült a Real Madrid keretébe, mivel Mahamadou Diarra és Rubén de la Red komoly sérülésük miatt az egész hátralévő szezonban nem tudtak szerepelni. Parejo megkapta a 17-es mezszámot.
Első mérkőzését a Real Madrid felnőtt csapatában a Sporting de Gijón ellen 4–0-ra megnyert mérkőzésen játszotta február 15-én, Sergio Ramost váltotta az utolsó 10 percben.
2009. július végén a Getafe CF csapatába igazolt, helyett cserélt Esteban Graneróval. 2010. március 25-én megszerezte egykori csapata a Real Madrid ellen az első gólját a Getafe színeiben, miután ellopta a labdát Iker Casillas elől, de így is elvesztették a mérkőzést 2–4-re.
2011 júniusában a Valencia CF labdarúgó csapatába igazolt 6 000 000 euróért.
2020 augusztusában a Villarreal bejelentette, hogy leigazolta Daniel Parejo-t a Valencia CF csapatától.

## Válogatott karrier
Parejo részt vett 2007-ben Ausztriában az U19-es labdarúgó-Európa-bajnokságon és a 2011-es U21-es labdarúgó-Európa-bajnokságon.

## Statisztika

### Klub
2019. május 18-i állapotnak megfelelően.
| Klub             | Szezon           | Bajnokság | Bajnokság | Kupa  | Kupa  | Nemzetközi | Nemzetközi | Egyéb | Egyéb | Összesen | Összesen |
| Klub             | Szezon           | Meccs     | Gólok     | Meccs | Gólok | Meccs      | Gólok      | Meccs | Gólok | Meccs    | Gólok    |
| ---------------- | ---------------- | --------- | --------- | ----- | ----- | ---------- | ---------- | ----- | ----- | -------- | -------- |
| Real Madrid B    | 2006–07          | 4         | 1         | —     | —     | —          | —          | —     | —     | 4        | 1        |
| Real Madrid B    | 2007–08          | 33        | 10        | —     | —     | —          | —          | —     | —     | 33       | 10       |
| Real Madrid B    | Összesen         | 37        | 11        | —     | —     | —          | —          | —     | —     | 37       | 11       |
| QPR              | 2008–09          | 14        | 0         | 0     | 0     | —          | —          | 4     | 0     | 18       | 0        |
| QPR              | Összesen         | 14        | 0         | 0     | 0     | —          | —          | 4     | 0     | 18       | 0        |
| Real Madrid      | 2008–09          | 5         | 0         | 0     | 0     | 0          | 0          | —     | —     | 5        | 0        |
| Real Madrid      | Összesen         | 5         | 0         | 0     | 0     | 0          | 0          | 0     | 0     | 5        | 0        |
| Getafe           | 2009–10          | 28        | 6         | 8     | 1     | 0          | 0          | —     | —     | 36       | 7        |
| Getafe           | 2010–11          | 36        | 3         | 3     | 0     | 5          | 1          | —     | —     | 44       | 4        |
| Getafe           | Összesen         | 64        | 9         | 11    | 1     | 5          | 1          | 0     | 0     | 80       | 11       |
| Valencia         | 2011–12          | 16        | 0         | 6     | 0     | 8          | 0          | —     | —     | 30       | 0        |
| Valencia         | 2012–13          | 27        | 1         | 4     | 1     | 5          | 0          | —     | —     | 36       | 2        |
| Valencia         | 2013–14          | 31        | 4         | 4     | 0     | 11         | 1          | —     | —     | 46       | 5        |
| Valencia         | 2014–15          | 34        | 12        | 3     | 0     | —          | —          | —     | —     | 37       | 12       |
| Valencia         | 2015–16          | 33        | 8         | 6     | 1     | 11         | 2          | —     | —     | 51       | 11       |
| Valencia         | 2016–17          | 36        | 5         | 3     | 1     | —          | —          | —     | —     | 39       | 6        |
| Valencia         | 2017–18          | 34        | 7         | 7     | 1     | —          | —          | —     | —     | 41       | 8        |
| Valencia         | 2018–19          | 36        | 9         | 7     | 0     | 12         | 1          | —     | —     | 55       | 10       |
| Valencia         | Összesen         | 247       | 45        | 40    | 4     | 47         | 4          | 0     | 0     | 334      | 54       |
| Karrier összesen | Karrier összesen | 366       | 65        | 51    | 5     | 52         | 5          | 4     | 0     | 469      | 76       |

## Sikerei, díjai

### Klub
- Valencia
  - Spanyol kupa: 2018–19
- Villarreal
  - Európa-liga: 2020–21

### Válogatott
Spanyol U19
- U19-es Európa-bajnokság győztes: 2007

Spanyol U20
- Mediterrán Játékok : 2009

Spanyol U21
- U21-es Európa-bajnokság győztes: 2011

## Fordítás
Ez a szócikk részben vagy egészben  a   Daniel Parejo Muñoz című angol Wikipédia-szócikk fordításán alapul.  Az eredeti cikk szerkesztőit annak laptörténete sorolja fel. Ez a jelzés csupán a megfogalmazás eredetét és a szerzői jogokat jelzi, nem szolgál a cikkben szereplő információk forrásmegjelöléseként.